# Wilkus (osada)
Wilkus (niem. Wilkusmühle) – osada w Polsce, położona w województwie warmińsko-mazurskim, w powiecie węgorzewskim, w gminie Pozezdrze. Leży nad jeziorem Wilkus.
W latach 1975–1998 miejscowość administracyjnie należała do województwa suwalskiego.